# Me’ona
Me’ona (hebr. מעונה) – moszaw położony w Samorządzie Regionu Ma’ale Josef, w Dystrykcie Północnym, w Izraelu.

## Położenie
Moszaw jest położony na wysokości 465 metrów n.p.m. w zachodniej części Górnej Galilei. Leży na północno-wschodnich zboczach wzgórza Har Me’ona (615 m n.p.m.). W jego otoczeniu są jeszcze wzgórza Har Eger (506 m n.p.m.) i Tel Kada (507 m n.p.m.). Okoliczny teren opada w kierunku zachodnim do wadi strumienia Nachal Gaton, który spływa do wzgórz Zachodniej Galilei, i dalej na równinę przybrzeżną Izraela. Okoliczne wzgórza są zalesione. W otoczeniu moszawu Me’ona znajdują się miasto Ma’alot-Tarszicha, miejscowości Kefar Weradim, Januch-Dżat i Mi’ilja, kibuc Jechi’am, moszawy En Ja’akow i Manot, oraz wieś komunalna Newe Ziw. Na północnym wschodzie jest położona strefa przemysłowa Ma’alot.

### Podział administracyjny
Me’ona jest położony w Samorządzie Regionu Ma’ale Josef, w Poddystrykcie Akka, w Dystrykcie Północnym Izraela.

## Demografia
Stałymi mieszkańcami moszawu są wyłącznie Żydzi. Tutejsza populacja jest świecka:

Źródło danych: Central Bureau of Statistics.

## Historia
Tutejsze ziemie należały do arabskiej wioski Tarszicha. W wyniku I wojny światowej cała Palestyna przeszła pod panowanie Brytyjczyków, którzy utworzyli Brytyjski Mandat Palestyny. W wyniku arabskiego powstania w Palestynie (1936–1939) Brytyjczycy wznieśli przy wiosce fort Tegart Tarshiha (obecnie posterunek policji). Przyjęta 29 listopada 1947 roku Rezolucja Zgromadzenia Ogólnego ONZ nr 181 przyznała ten obszar państwu arabskiemu. Podczas wojny domowej w Mandacie Palestyny w 1948 roku w rejonie wioski stacjonowały siły Arabskiej Armii Wyzwoleńczej, które paraliżowały żydowską komunikację w całej Galilei. Podczas I wojny izraelsko-arabskiej Izraelczycy podjęli w dniu 18 lipca 1948 roku nieudaną próbę zajęcia wioski (w trakcie operacji „Dekel”). Dopiero podczas operacji „Hiram” 29 października zdobyli wieś. Wysiedlono wówczas jej mieszkańców, a wiele domów wyburzono. Współczesny moszaw został założony w 1949 roku przez imigrantów z Afryki Północnej i Rumunii. Początkowo mieszkali oni w wyludnionej arabskiej wiosce Tarszicha, a następnie kawałek dalej rozpoczęli budowę nowych domów. Na początku XXI wieku moszaw został rozbudowany. Istnieją plany dalszej jego rozbudowy.

## Edukacja
Moszaw utrzymuje przedszkole i szkołę podstawową. Starsze dzieci są dowożone do szkoły średniej przy kibucu Kabri.

## Kultura i sport
W moszawie znajduje się ośrodek kultury z biblioteką. Z obiektów sportowych jest boisko do piłki nożnej.

## Infrastruktura
W moszawie jest przychodnia zdrowia, sklep wielobranżowy oraz warsztat mechaniczny.

## Turystyka
Okoliczne tereny Górnej Galilei są atrakcyjnym obszarem do turystyki pieszej. W pobliżu jest położony rezerwat przyrody strumienia Keziw i Park Narodowy Montfort. W moszawie istnieje możliwość wynajęcia noclegu.

## Gospodarka
Gospodarka moszawu opiera się na drobnym rolnictwie – jest tu ferma drobiu, pasieka oraz pieczarkarnia. Większość mieszkańców dojeżdża do pracy w pobliskich strefach przemysłowych.

## Transport
Z moszawu wyjeżdża się na zachód drogą nr 8833, którą jadąc na północ dojeżdża się do drogi nr 89 przy mieście Ma’alot-Tarszicha. Droga nr 8833 prowadzi obrzeżami dzielnicy Tarszicha, a następnie wykręca na zachód do moszawu En Ja’akow.